# С любовью, Рози (фильм)
«С любовью, Рози» (англ. Love, Rosie) — романтическая комедия немецкого режиссёра Кристиана Диттера с Сэмом Клафлином и Лили Коллинз в главных ролях. Сценарий фильма написан на основе романа ирландской писательницы Сесилии Ахерн «Там, где заканчивается радуга». Мировая премьера прошла 17 октября 2014 года на Международном кинофестивале в Филадельфии, 19 октября 2014 года состоялся международный показ фильма на Римском кинофестивале, премьера фильма в России — 13 ноября 2014 года.

## Сюжет
Одинокая Рози сидит на свадьбе у своего лучшего друга Алекса и у себя в голове детально продумывает предложения для своей речи, при этом начинает вспоминать все положительные моменты их жизни. 
Рози и Алекс — лучшие друзья с детства. Они познакомились ещё тогда, когда были совсем малышами. Во время вечеринки по случаю 18-летия Рози Алекс целует пьяную Рози и понимает, что испытывает к ней романтические чувства. На следующий день, лечась от похмелья и промыв желудок, Рози сожалеет о том, что напилась, и говорит Алексу, что ей очень стыдно и хотела бы, чтобы этой ночи никогда больше не было. 
В этот же день друзья идут на пляж вместе с одноклассниками, где они договариваются, кто с кем пойдёт. Хотя изначально Рози намеревалась пойти с Алексом, она принимает предложение Грега, когда узнает, что Алекс думает о том, чтобы пойти на танцы с девушкой по имени Бетани. Алекс начинает ревновать Рози к Грегу. На вечеринке у Рози произошёл неприятный случай: во время полового акта презерватив застрял внутри неё, и она просит Алекса отвезти её в больницу. После вечеринки Алекс предлагает Рози вместе уехать учиться в США: Алекс —  в Гарвардский университет на врача, а Рози — в Бостонский университет на управляющего гостиничным бизнесом. 
На следующий день, Рози, зайдя домой и разбирая письма, обнаружила, что её зачислили в Бостонский университет. Она спешит рассказать обо всём Алексу, но она обнаруживает, что он занимается сексом с Бетани, из-за чего её рвёт в сумку первой. Девушка идёт в аптеку, где она знакомится с Руби. Рози рассказывает ей, что её тошнит день ото дня. Руби спрашивает у неё симптомы, которые характеризовали её тошноту, но ничего из перечисленных не относило к ней. Также она спрашивает у Рози давно ли у неё были месячные, на что первая подтверждает. И тут же Руби даёт ей тест на беременность, где показывает, что Рози - беременна. 
После этого, она сидит за компьютером, где спрашивает у Алекса, может ли он с ней встретиться, на что тот говорит ей, что не может, так как в это время он идёт вместе с Бетани в ресторан, где он должен познакомиться с её родителями. Рози, расстроившись, пожелала Алексу приятного аппетита. На следующий день она всё-таки встречается с Алексом, и он делится с ней новостью о том, что его зачислили в Гарвардский университет. Поначалу Рози хотела рассказать ему, что она беременна, но тут же передумала, опасаясь, что он откажется от возможности учиться в Гарварде, чтобы заботиться о ней. Алекс спрашивает у неё, получила ли она письмо из Бостона, на что Рози говорит, что ещё не получила. В аэропорту Рози очень сильно переживает за Алекса, но он тут же дарит ей подвеску в виде глобуса и, крепко обнявшись, прощается с ней. 

Проходит несколько месяцев и наступает канун Рождества. Рози сообщает своей маме, что у неё будет девочка. Наступают роды и Рози называет новорождённую дочь Кэти и даёт ей обещание, что станет хорошей и прилежной матерью. Став опытной, она выработала для себя следующие правила:
• Первое: Никогда не кормить ребёнка в общественных местах.
• Второе: Никогда не качать ребёнка после кормления.
• Третье: Никогда не плакать, когда плачет ребёнок.
• Четвёртое: Никогда нельзя забывать, что любая опасность поджидает на каждом шагу.
Однажды на улице Рози неожиданно встретилась с Бетани и чтобы она не узнала её попыталась скрыться за коляской. Но Бетани всё равно обнаружила Рози. Она спрашивает её ли ребёнок, на что Рози отвечает, что нет и чтобы не проговориться сообщает, что она работает няней. Тут же Кэти, хоть и маленькая, поняла, что мама в тупике немного "помогла" ей: она взялась за волосы Бетани и вырвала целый пучок. 
В этот же день, когда Рози разбирала вещи Кэти, в дверь постучались. Это был Алекс, который вернулся из Кембриджа на выходные. Девушка, впустив его к себе домой, попыталась спрятать все детские вещи. Но Алекс сообщил ей, что он теперь знает, что у Рози есть ребёнок из рассказов Бетани. Алекс спросил у неё, что случилось с Грегом и тут Рози сказала, что после того как она забеременела, он сразу улетел в Испанию, на остров Ибица. Алекс спросил может ли он стать крёстным отцом для Кэти, на что Рози сразу же даёт утвердительный ответ. Затем Рози сообщила Алексу, что она долго не признавалась ему, так как хотела хоть для кого-то остаться всё той же умной и перспективной Рози. На следующий день Алекс улетел в Бостон. 
В Бостоне к Алексу подошёл мужчина, который представился Филом. Он сказал, что его подослала его сестра Салли, которая хотела познакомиться с Алексом. Через несколько месяцев, Алекс и Салли стали жить вместе в одной квартире. В видеосообщении они поздравили Кэти с первым в её жизни Рождеством. 
Рози, спустя 5 лет, после рождения Кэти уже съехала от своих родителей и стала жить вместе со своей дочерью. Также она устроилась на работу в гостинице, но не управляющим менеджером, как она хотела, а простой уборщицей. Во время уборки в одной из номеров, она случайно нашла журнал, где на обложке была Бетани в обнажённом виде. Вскоре Кэти пошла в школу, но обнаружила Рози в кровати с полицейским, который приковал её к изголовью. Девочка тут же поинтересовалась, не её он отец, на что Рози дала отрицательный ответ. После этого выяснилось, что ключ полицейского не подходит к наручникам и Рози пришлось идти с Кэти на первое занятие вместе с изголовьем кровати.
Однажды вечером, Алекс начал разговор с Салли о своих собственных снах. Алекс говорил, что стал "стрелой, маленький металлический наконечник, который рассекал воздушный поток".  Но она вообще ничего не поняла из того, что он ей сказал. Салли объяснила ему, что у него наблюдаются проблемы с самооценкой и предложила ему обратиться к психологу. Обидевшись на неё, Алекс вышел из дома и написал в сообщениях про свои сны Рози и она полностью поддержала его. Также он написал ей в сообщениях, что очень скучает и приглашает приехать в гости в Бостон.
Прилетев в Бостон, Рози буквально бросается в объятия Алекса. После этого они вместе проводят целую ночь, разговаривая и посещая разные места. Проходя мимо главного корпуса Гарвардского университета, они присели отдохнуть на поляне. Тут Рози призналась, что она не сожалела, что родила Кэти и, что она сильно напоминала именно Алекса, чем Грега. Приведя домой, Алекс и Рози наткнулись на разгневанную Салли. Вечером, во время ужина, Салли сказала, что она вместе с Алексом ждут ребёнка. 
Во время вернисажа художника Херба, Рози сказала, что все его картины - "эта полная чушь" и ушла из выставки. Она понимает, что жизненная ситуация Алекса была самой неподходящей, и пытается обсудить это с ним, но он тут же дает ей отпор, говоря, что по крайней мере у их ребенка будут оба родителя. Его слова приводят Рози в ярость и она  немедленно уезжает из Бостона. Приехав домой и уложив Кэти в кровать, Рози написала Грегу письмо и вложила туда рисунок Кэти, где она изобразила себя, Рози и её исчезнувшего отца.

На следующий день, выйдя на работу, к Рози, из Испании, приезжает Грег. Он в свою очередь, прилетев первым рейсом, хочет познакомиться с Кэти, так как он считает себя её биологическим отцом. Но Рози была категорически против этого. 
"Отец?! Что даёт тебе право называться "отцом"? Где ты был, когда она (т.е. Кэти) просыпалась каждую ночь в первые месяцы жизни? Или когда у неё резались первые зубы? Или когда она делала свои первые шаги?"
Несмотря на то, что Грег бросил Рози 5 лет назад, он всё время думал о ней и Кэти, но при этом вёл себя эгоистично. Он просит её дать ему последний шанс на искупление своей вины перед ней. Рози даёт ему только один шанс, обещая ему, что если он сделает хоть одну ошибку то тут же вернётся обратно. Он день на пролёт проводит время с Кэти и при этом снова добивается расположения у Рози. Ставшая лучшей подругой Руби пришла в недоумении от того факта, что Рози сошлась с тем, кто бросил её с застрявшим внутри неё презервативом. На что Рози говорит ей, что Кэти очень хорошо с ним и что они теперь настоящая полноценная семья.
Тем временем, в дом Алекса приходит письмо, где получает приглашение на предстоящую свадьбу Рози и Грега, которая должна состояться в марте 2009 года. Тем временем Рози, находясь в церкви, наблюдает из комнатки не приехал ли Алекс на свадьбу. Тут же в комнатку заходит отец Рози, где он спрашивает её есть ли сомнения на счёт предстоящей свадьбы и если есть, то пускай сообщит тут же. Но Рози полностью откинула все сомнения и пошла к алтарю вместе с отцом. Оказалось, что получив приглашение на свадьбу, Алекс не приехал туда, но вместо него туда приехала беременная сестра Алекса Клэр. Дело в том, что он расстался с Салли, после того, как обнаружил, что ребенок не от него, а от художника Херба. 
Рози всё-таки решилась позвонить сначала Салли, спросив, где сейчас Алекс, но Салли дала понять, что они расстались ровно тогда, когда у неё состоялась свадьба. И в это же время у неё тут же отошли воды и начались схватки. Также она тут же узнала, что оказывается ребёнок не от Алекса, а от того же художника.
Прошло ещё 5 лет. На плечах у Рози теперь была 12-ти летняя дочь - подросток, которая взяла без разрешения её помаду. Тем временем родители девушки продали свой дом и уехали отдыхать на средиземноморский курорт в Ниццу. К тому же, Рози была повышена до администратора гостиницы, где в это время к ней приехала разбогатевшая супермодель Бетани Уильямс, вернувшаяся из Марокко. Рози советует ей, когда будет находиться в Бостоне заехать к Алексу.
Через несколько дней, Рози позвонила её мать которая плакала в трубку. Девушка спросила у неё, что случилось. На что Элисс Данн сообщает ей, что от сердечного приступа умер отец Рози - Деннис Данн. На похороны отца Рози приезжает Алекс, где, забыв все свои обиды, примиряется с ней. Тут же приходит Грег, который, во время похорон ведёт себя непристойным образом. 

Позже это побуждает Алекса написать Рози записку, в которой говорится, что она заслуживает лучшего и что он может быть тем лучшим человеком. Однако Грег перехватывает записку и прячет её от Рози. Но Рози получает на руки письмо отправленное в день смерти отца:
"Милая Рози,
Я не могу в это поверить! Я брожу по берегу Средиземного моря. Я уже забыл сколько лет мечтал об этом. Жизнь всегда вносила свои коррективы и я не жалею ни о чём. Но порой мы так легко отказываемся от своей мечты. Я знаю, что ты меня понимаешь. Возможно, даже ты не всегда помнишь о своих мечтах. Но я горжусь той женщиной, которой ты стала, Рози! Какой матерью, ты стала для Кэти! То, что я как-то сказал тебе, - это правда, ты можешь всё если ты этого сама захочешь! Так что борись за свои мечты, ладно, милая? Ради меня

Твой папа".
Рози обсуждает с Кэти, что если бы она могла потратить доставшуюся ей долю от продажи квартиры родителей на постройку маленького, но собственного отеля. На что Кэти говорит, что это неплохая идея. 
Позже Руби обнаруживает, что в отеле, где когда-то прошёл школьный выпускной Рози, Грег забронировал номер для молодожёнов. Но оказалось, что Грег изменяет Рози и специально прикрылся рассказом, что он задерживается по работе. Рози приезжает в тот отель, находит его и даёт ему пощёчину, при этом Руби кидает ему презервативы. 
Придя домой, она выкидывает вещи Грега в коробки и, ломая замок для ящика находит письмо Алекса. Выясняя всю правду, Рози звонит Алексу по видеосвязи, но тут вместо него отвечает Бетани, которая живёт вместе с Алексом. Чуть позже подошёл и сам Алекс, который сообщил не могла ли она стать шафером на их собственной свадьбе.
Приехав в аэропорт, Руби замечает, что вместе с Рози и Кэти вместе также едет и Тоби — друг Кэти. Вылет задерживается на 5 часов, но всё же они вылетели в Бостон, где их встретил друг Алекса. Он говорит, что из-за того, что они сильно опоздали, необходимо переодеваться прямо на ходу. Рози замышляет прервать свадьбу, но терпит полную неудачу, так как церковная церемония бракосочетания уже закончилась к тому времени, когда она приезжает. На свадебном банкете Рози произносит речь, говоря Алексу, что благодаря только ему, она выдержала все страшные испытания в её жизни и при всех заявляет, что любит его как друга. Во время первого свадебного танца жениха и невесты Тоби внезапно целует Кэти, но Кэти отталкивает его и убегает на улицу. Рози и Алекс следуют за ней. Затем Алекс идёт к Кэти, чтобы утешить её, и рассказывает о ситуации с Рози и о том, как он сожалеет, что оттолкнул её после их первого поцелуя 12 лет назад. Через мгновение Тоби находит Кэти и извиняется за содеянное. Когда он просит её забыть о том, что только что произошло, Кэти прерывает его поцелуем.
Используя своё наследство от умершего отца, Рози, наконец, реализует свою мечту - открыть свой собственный отель. В этот же отель приезжает и Алекс. Когда он прибывает, он говорит Рози, что разорвал свой брак с Бетани. Алекс делится с ней повторяющимся сном о том, что они двое вместе и только потом они целуются.

## В ролях
| Актёр           | Роль                                                        |
| --------------- | ----------------------------------------------------------- |
| Лили Коллинз    | Рози Данн                                                   |
| Сэм Клафлин     | её лучший друг Алекс Стюарт                                 |
| Кристиан Кук    | Грег отец Кэти, впоследствии муж Рози                       |
| Сьюки Уотерхаус | Бетани Уильямс первая девушка Алекса, впоследствии его жена |
| Тэмсин Эгертон  | Салли девушка Алекса в США                                  |
| Джейми Уинстон  | Руби подруга и коллега Рози                                 |
| Лили Лайт       | Кэти Данн дочь Рози                                         |
| Джейми Бимиш    | Фил брат Салли                                              |
| Ник Ли          | Херб художник                                               |
| Джейк Мэнли     | друг Алекса                                                 |
| Дэвид Кроули    | Адам                                                        |
| Ник Хардин      | Американец Джо                                              |
| Арт Паркинсон   | Гэри Данн брат Рози                                         |
| Макс Клири      | Джои Данн                                                   |
| Мэрион О'Дуайер | миссис Кейси                                                |